# Ahvenjärvi (Karesuando socken, Lappland, 755576-179414)
Ahvenjärvi är en sjö i Kiruna kommun i Lappland och ingår i Torneälvens huvudavrinningsområde. Sjön har en area på 0,135 kvadratkilometer och ligger 369 meter över havet. Ahvenjärvi ligger i Pessinki fjällurskog Natura 2000-område.

## Delavrinningsområde
Ahvenjärvi ingår i det delavrinningsområde (755563-179640) som SMHI kallar för Ovan Aljunjoki. Medelhöjden är 373 meter över havet och ytan är 41,54 kvadratkilometer. Det finns inga avrinningsområden uppströms utan avrinningsområdet är högsta punkten. Aljunjoki som avvattnar avrinningsområdet har biflödesordning 4, vilket innebär att vattnet flödar genom totalt 4 vattendrag innan det når havet efter 343 kilometer. Avrinningsområdet består mestadels av skog (71 procent) och sankmarker (27 procent). Avrinningsområdet har 1,11 kvadratkilometer vattenytor vilket ger det en sjöprocent på 2,7 procent.